# شاهدانه (سرده)
شاهدانه (به فارسی دری: تخم) (به پارسی میانه: کنب) (به انگلیسی: Cannabis) (نام علمی: Cannabis) سرده‌ای از گیاهان گلدار و گیاهی یک‌ساله است. میوهٔ یا همان گل این گیاه ریز و روغنی بوده و خاصیت آرام‌بخش و فعالسازی موقت مغز را دارد که از آن برای مصارف درمانی نیز استفاده می‌شود. بر طبق گزارش UNODC بیشترین تولید ماده روانگردان مربوط به شاهدانه بوده و پس از آن کوکائین و هروئین درمقام دوم وسوم قرار می‌گیرند.

از بخش‌های مختلف این گیاهان مشتقات فراوانی از جمله تخم شاهدانه و الیاف شاه‌دانه و سایکواکتیوهایی مانند ماری‌جوانا و حشیش تهیه می‌شود. گونه‌های مختلفی از شاهدانه وجود داشته و دست کم سه گونه از این سردهٔ گیاهی معرفی و ثبت شده‌است.

## ویژگی‌های گیاه
گیاهی شبیه به گزنه که بلندی آن تا بیش از چهار متر می‌رسد. دارای غنچه‌های متعدد، برگ‌های کشیده و دانه‌های ریز است. همچنین از دانه‌ها برای تهیه روغن و تولید صابون استفاده می‌شود. برگ‌ها و غنچه مستقیماً برای تولید بنگ یا حشیش استفاده می‌شود. (تی.اچ. سی) در گونه ماده این گیاه غلظت بیشتری دارد.
بر پایه بیانات مورخان، شاهدانه از نخستین گیاهانی بوده که توسط بشر کشت شده‌است و استفاده از برگ و غنچه شاهدانه (کانابیس) به عنوان کانابینوئید به بیش از ده هزار سال قبل می‌رسد. بر پایه گزارش سازمان ملل، سالانه حدود ۸۷۴ میلیون نفر از شاهدانه به عنوان محرک استفاده می‌کنند و بیش از ۴۹۲ میلیون نفر به عنوان دارویی برای درمان مریضی‌ها استفاده می‌کنند و این در حالی است که قریب به ۲۰۳ میلیون نفر آن را روزانه مصرف می‌کنند.

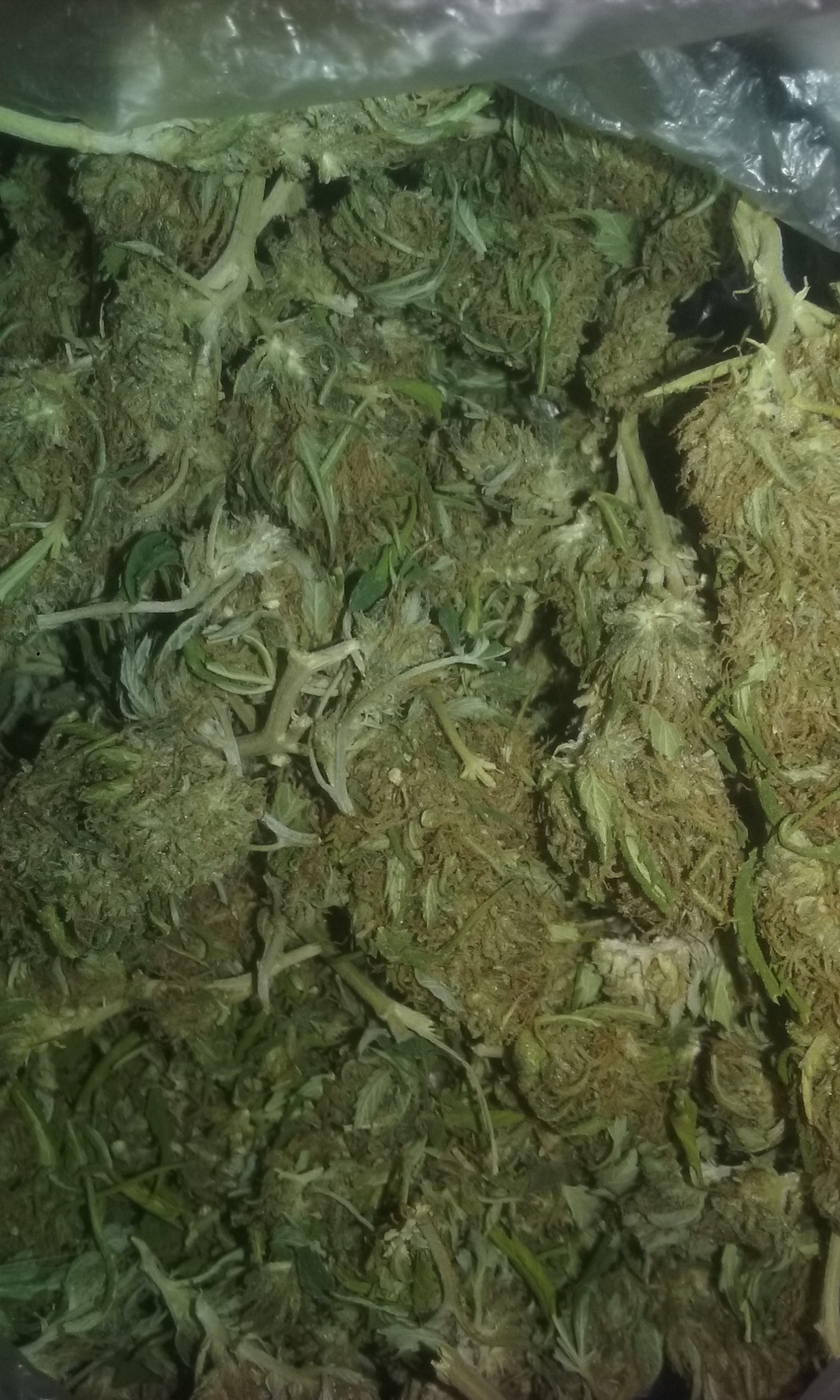
مقداری گل گیاه شاهدانه که خشک شده و برای مصرف استفاده می‌شود به عنوان ماریجوانا

در بعضی از کتب قدیمی به کانابیس گیاه مقدس می‌گفتند. از این گیاه برای درمان بعضی بیماری‌ها، کم کردن درد قاعدگی خانم‌ها، درمان افسردگی و درمان علایم اختلال توجه استفاده می‌شود. شاهدانه در استان‌های فارس، اصفهان، تهران و شمال ایران برای تولید الیاف یا بذر کشت می‌شود. جنس مؤنث این گیاه در ایران به نام وید، گل، و ماری نیز شناخته می‌شود که مورد مصرف تدخینی قرار می‌گیرد.

## نژادهای گیاه
گیاه کانابیس یا شاهدانه به سه دسته اصلی Cannabis Sativa, Cannabis Indica و Cannabis Ruderalis تقسیم می‌شود. مبنای دسته‌بندی به این شکل بر اساس ترپن و شکل ظاهری هر فنوتیپ از این گیاه است.
برای نمونه، نژاد Afghan Kush با برگ‌های پهن و ترپن غالب میرسن در دسته ایندیکا و نژادهای مهم مدیکال قرار می‌گیرد. پژوهشگران ترکیت THC و Myrcene را دلیل ایجاد احساس آرامش در بین مصرف‌کنندگان ایندیکا می‌دانند.
در میان نژادهای ستیوا مانند Super Lemon Haze، برگ‌ها به صورت باریک‌تر، کشیده‌تر، و قد گیاه بلندتر است و دوره گلدهی بیش‌تر از نژادهای ایندیکا زمان می‌برد. ترپن غالب این نژاد لیمونن بوده‌است که در درمان افسردگی و افزایش احساس رغبت و میل به انجام کار تأثیر به‌سزایی و در درمان علایم اختلال حواس کاربرد دارد.
تأثیر نژادهایی که جنوتایپ ایندیکا دارند غالباً آرامش‌بخش است و در سرار بدن احساس می‌شود و برای کنترل درد، کنترل استرس و درمان برخی از انواع ADHD کاربرد دارد.
همچنین از این نژاد برای کنترل حالات تهوع پس از شیمی درمانی، کاهش علایم MS نیز استفاده می‌شود.
در میان نژادهایی که نزدیک به مدار استوا یافت می‌شود مانند Swazi Gold تاثییر تدخینی گیاه بیش‌تر در سر و مغز احساس شده و بسته به Terpene profile گیاه می‌تواند حالاتی مانند گیجی، سرخوشی زیاد یا افزایش تمرکز را در مصرف‌کننده ایجاد کند.
از هر دو نژاد گیاه استفاده دارویی شده و هرکدام بسته به میزان کانابینویدهای مختلف در درمان بیماری‌های مختلف، متفاوت عمل می‌کنند.
نژاد شاه‌دانه رودرالیس در صنعت بذر شاهدانه صرفاً برای تولید واریته‌های خود گل زا با روش‌های اصلاح ژنتیکی استفاده شده و با این روش گیاه از حالت فتوپریودیک خارج شده و موعد گلدهی گیاه به مدت زمان رشد بستگی دارد و چرخه‌های نوری را نادیده می‌گیرد.

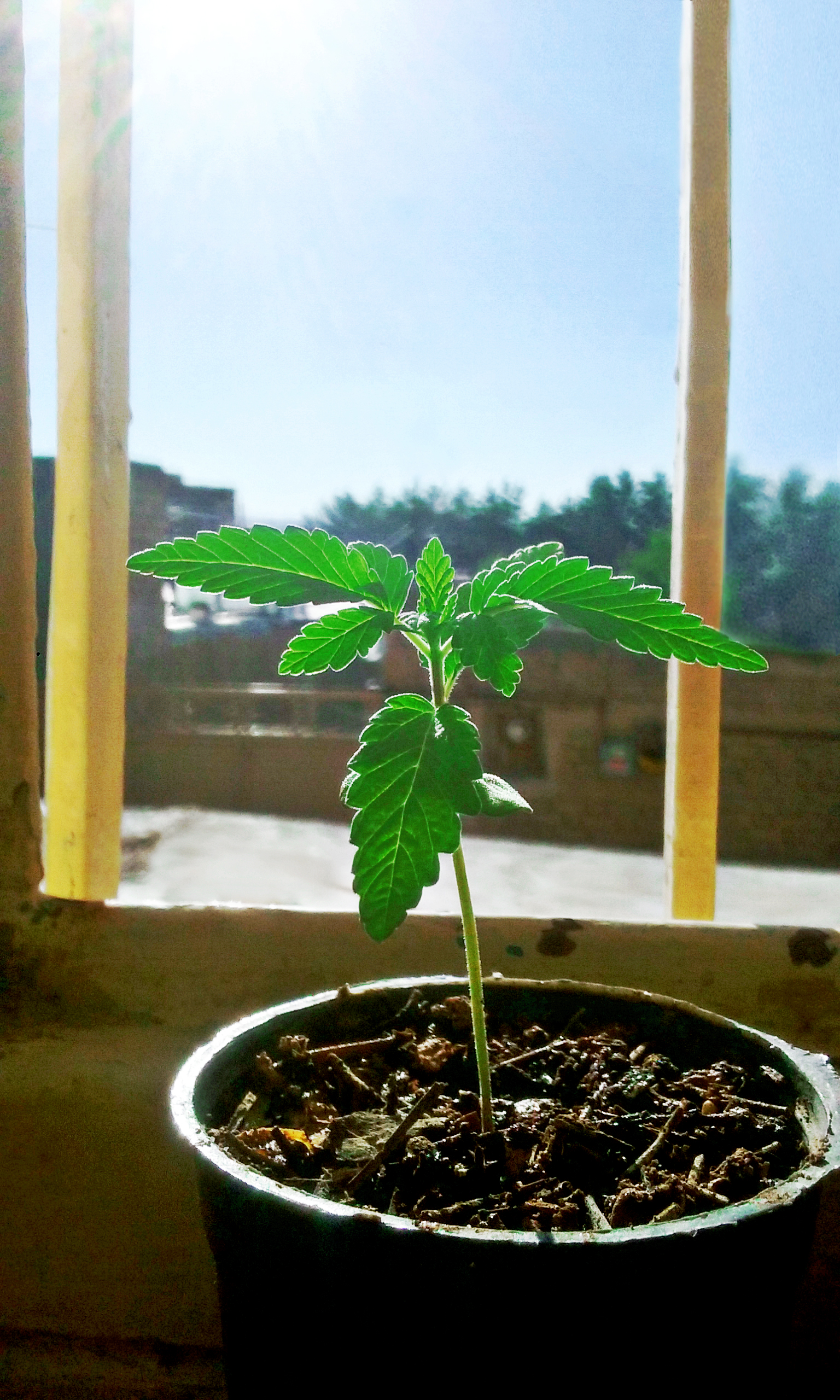
نهال گیاه شاهدانه

## مشتقات گیاه

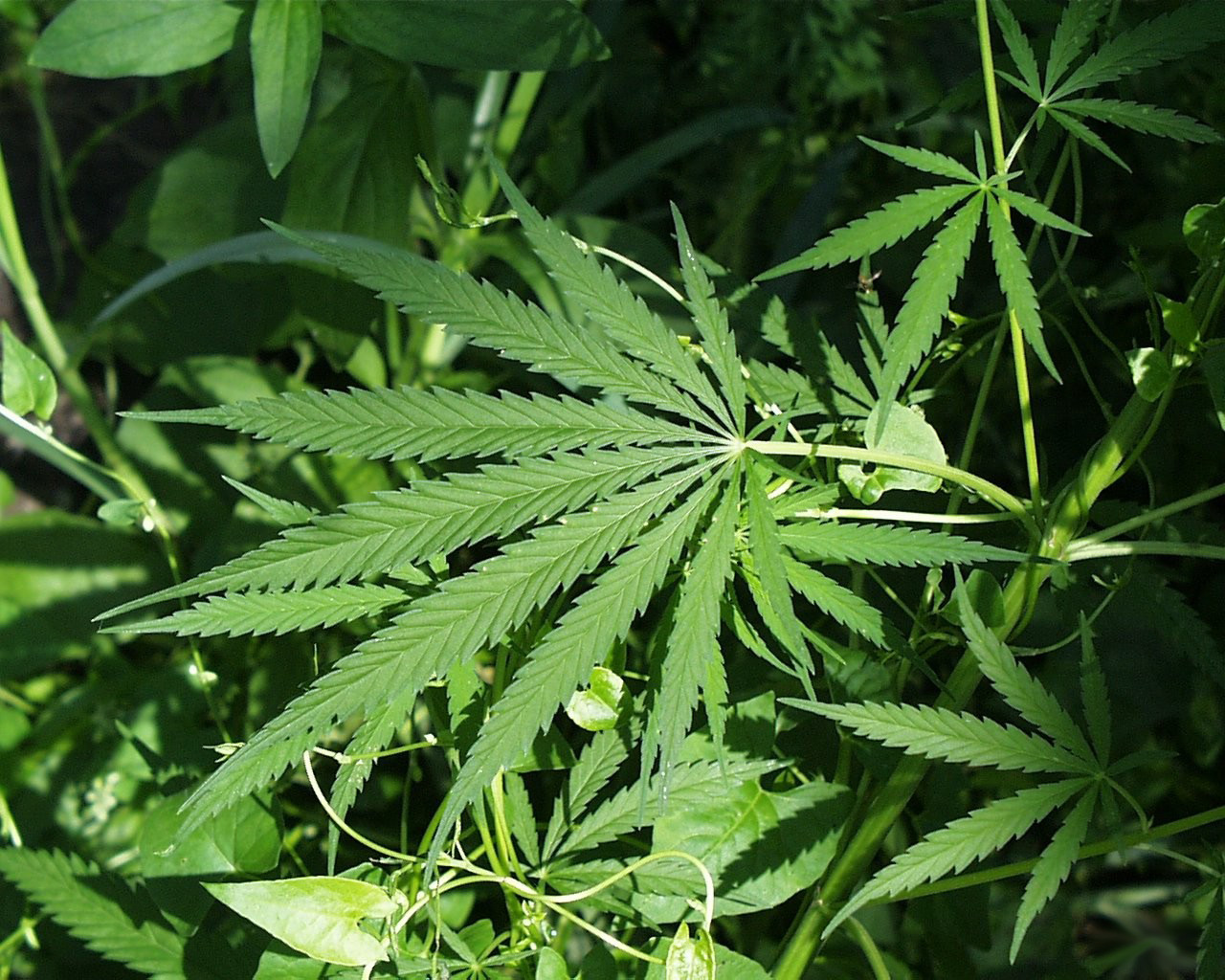
عکسی از کنف در پناهگاه ملی حیات وحش شربورن. عکسی از گیاه شاهدانه. عکس موجود در آن سایت به عنوان عاری از حق چاپ علامت گذاری شده است و به خدمات ماهی و حیات وحش ایالات متحده اعتبار داده شده است. تصویر کوچک این عکس در ابتدا در ویکی پدیای انگلیسی آپلود شد

از بخش‌های مختلف این گیاه مواد مختلفی بدست می‌آید. از جمله:

### الیاف
از ساقه‌های گیاه نر شاهدانه الیافی تهیه می‌شود که برای بافت طناب، گونی و پارچه‌های ضخیم و تولید مواد کامپوزیت به کار می‌رود.

### تخم شاه‌دانه
گیاه مؤنث شاهدانه دارای چندین گل است. داخل تخمدان این گل‌ها دانه‌های سیاه رنگی است که در حقیقت همان شاه‌دانه‌ای است که به عنوان آجیل در ایران مصرف می‌شود و طعم مطبوعی دارد؛ و برای خوراک بعضی از پرندگان زینتی نیز می‌توان از این دانه استفاده کرد.

### روغن شاه‌دانه
روغن شاه‌دانه گرم و خشک از درجه سوم است و خاصیت دارویی دارد و برای درمان درد گوش و اعصاب و تحلیل ورم‌های صلب استفاده می‌شود.

### مواد روانگردان
مواد روان‌گردان به موادی الحاق می‌شود که توانایی تغییر در افکار، خلق و خو، درک و حواس افراد را دارد. مواد اصلی روان‌گردان موجود در شاهدانه و فراورده‌های آن مانند ماری‌جوانا و حشیش را کانابینوئید می‌نامند که اصلی‌ترین آن تی.اچ. سی (تتراهیدروکانابینول) است.

#### ماری‌جوانا
این ماده از سر گل و برگ‌های جوان گیاه مؤنث شاه‌دانه که حاوی تریکوم به دست می‌آید.
استفاده از نام ماری‌جوانا در کشورهای آمریکایی و اروپایی به دلیل تأثیرات نژادگرایانه نکوهش می‌شود و در مقابل از نام علمی این گیاه که کانابیس است استفاده می‌شود.

#### حشیش
حشیش ماده‌ای جامد اما بسیار نرم است که از تجمیع ترایکوم‌های گیاه مؤنث شاه‌دانه به روش‌های مختلف از جمله الک دستی، حشیش حبابی در آب سرد یا مالیدن دستان به بافت رزینی گیاه در هنگام گلدهی به دست می‌آید که به این روش چرس می‌گویند. حشیش اثراتی مشابه ماری جوانا (علف، کانابیس، شاهدانه، گل) دارد.

#### روغن حشیش
روغن حشیش خالص‌ترین ترکیب سایکواکتیو تهیه شده از گیاه مؤنث شاه‌دانه است. یک آشپز شیمیدان روغن حشیش را استخراج کرد او گیاه شاهدانه را درون یک حلّال قرار داد و عصاره ماده محرک تی‌اچ‌سی را از آن استخراج کرد. حشیش حاوی مقدار نسبتاً زیادی از تی‌اچ‌سی است که به رنگ قهوه‌ای سوخته با بویی مانند بوی برگ درخت بید که طریقه مصرف آن مانند ماری جوانا ست و در سیگار بار می‌شود با این تفاوت که پیش از بار شدن باید حرارت داده شود و همراه با توتون سیگار بار می‌شود.
کره تی‌اچ‌سی
برای نخستین بار در سال ۲۰۲۰ یک شیمیدان در خانه با کم‌ترین امکانات ممکن توانستند ماده ای با خلوص ۳۵٪ تی‌اچ‌سی به دست آورد که نام آن را کره تی‌اچ‌سی گذاشت.
این کره خواص بسیاری دارد که مهم‌ترین آنها سرخوشی و انرژی فراوان است.
پس از مصرف تی‌اچ‌سی و سی بی دی موجود در این کره وارد خون شده و پس از گذشت ۴۵ دقیقه کم‌کم اثرات خود را روی بدن می‌گذارد پس از گذشت ۶ ساعت اثرات این محصول به اوج خود می‌رسد و تا ۱۲ ساعت در بدن باقی می‌ماند.
از خواص‌های این محصول می‌توان به سرخوشی، انرژی زیاد، افزایش قدرت تفکر، باز شدن خلق‌وخوی، تسکین دردها، رفع گرفتگی عظلانی، و موارد دیگر اشاره کرد.

## تأثیرات

### ماده مؤثر
عنصر سایکواکتیو اصلی و فعال گیاه شاه‌دانه تی‌اچ‌سی است. حشیش و ماری‌جوانا هر دو حاوی تی‌اچ‌سی هستند.
بخش مواد و جرایم سازمان ملل متحد طبق اطلاعات خود در زمینه کشت و ژنتیک کانابیس عنوان می‌کند که ماری‌جوانا غالباً دارای حدود %۵ تی‌اچ‌سی است. صمغ حاوی حدود ۲۰٪ تی‌اچ‌سی است، غنچه گیاه مؤنث حاوی حدود ۳۰٪ تی‌اچ‌سی و روغن حشیش می‌تواند تا بیش از ۶۰٪ حاوی تی‌اچ‌سی باشد. در مرکز ملی پیش‌گیری و اطلاعات مرتبط با کشت گیاه کانابیس در کانادا عنوان می‌کند که گل‌های گیاه مادهٔ شاه‌دانه حاوی بالاترین میزان تجمع تی‌اچ‌سی است، پس از آن برگ‌ها بیشترین میزان تی‌اچ‌سی را دارند و پس از آن دانه‌ها و ساقه میزان بسیار کمتری تی‌اچ‌سی دارند. بخش مواد و جرایم سازمان ملل متحد پس از پژوهش‌های علمی ژنتیکی فراوان عنوان می‌کند که برگ‌ها می‌توانند تا ۱۰ برابر کمتر از گل‌ها حاوی تی‌اچ‌سی و ساقه و بذرها تا ۱۰۰ برابر کمتر باشند.

### مکانیسم اثر تی‌اچ‌سی
تی‌اچ‌سی به گیرنده کانابینویید CB1 و CB2 موجود در مناطق مختلف مغز، از جمله هیپوکامپ، مخچه، هستهٔ دمی و نئوکرتکس متصل می‌شود. یکی از اثرات تی‌اچ‌سی آزادسازی دوپامین است. چن و همکارانش (۱۹۹۰) دریافتند تزریق تی‌اچ‌سی به موش‌های صحرایی، منجر به آزاد شدن دوپامین در بخش‌های هستهٔ دمی و قشر پیشانی-میانی آنها می‌شود.
تأثیرات محسوس
- توهم ذهنی در دوزهای بالا و در روش‌هایی به جز تدخین مستقیم
- تغییر در درک رنگ و صدا
- افزایش اشتها
- سرخی چشم‌ها
- گیجی و بی‌توجهی به اطراف
- تند شدن ضربان قلب و افزایش اضطراب
- احساس تشنگی، خشک شدن و کف کردن بزاق دهان
- آسیب به حافظهٔ کوتاه مدت
- حرف زدن زیاد (بسته به نوع نژاد و ترکیب ترپن‌ها)

## در آئین راستافار
در جنبش راستافار بر این باور دارند که درخت زندگی که در انجیل به آن اشاره شده‌است همان گیاه شاهدانه است و استفاده از آن بنا بر بسیاری از روایت‌ها و بخش‌های انجیل، مقدس است. آنها شاهدانه را «گیاه مقدس» یا «گیاه دانایی» می‌نامیدند زیرا باور داشتند که کشیدن آن بینش و آگاهی گسترده‌ای به فرد می‌بخشد؛ بنابراین به خداوند و کائنات و خویشتن معنوی درونی‌شان نزدیک‌تر شوند. آنها برای مصرف شاهدانه آئین ویژه‌ای داشتند. پیش از کشیدن آن دعایی می‌خواندند. سپس برگ شاهدانه را به صورت سیگار می‌پیچیدند یا در داخل حقهٔ قلیان قرار می‌دادند و آن را دور گردانده و دود آن را فرومی‌کشیدند.

## نگارخانه

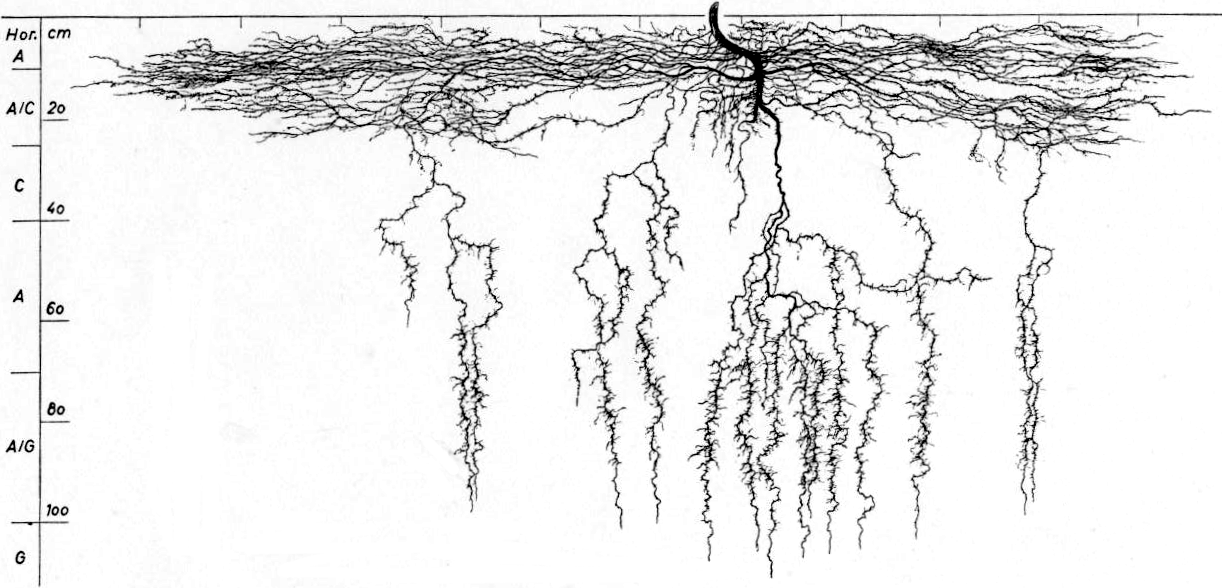
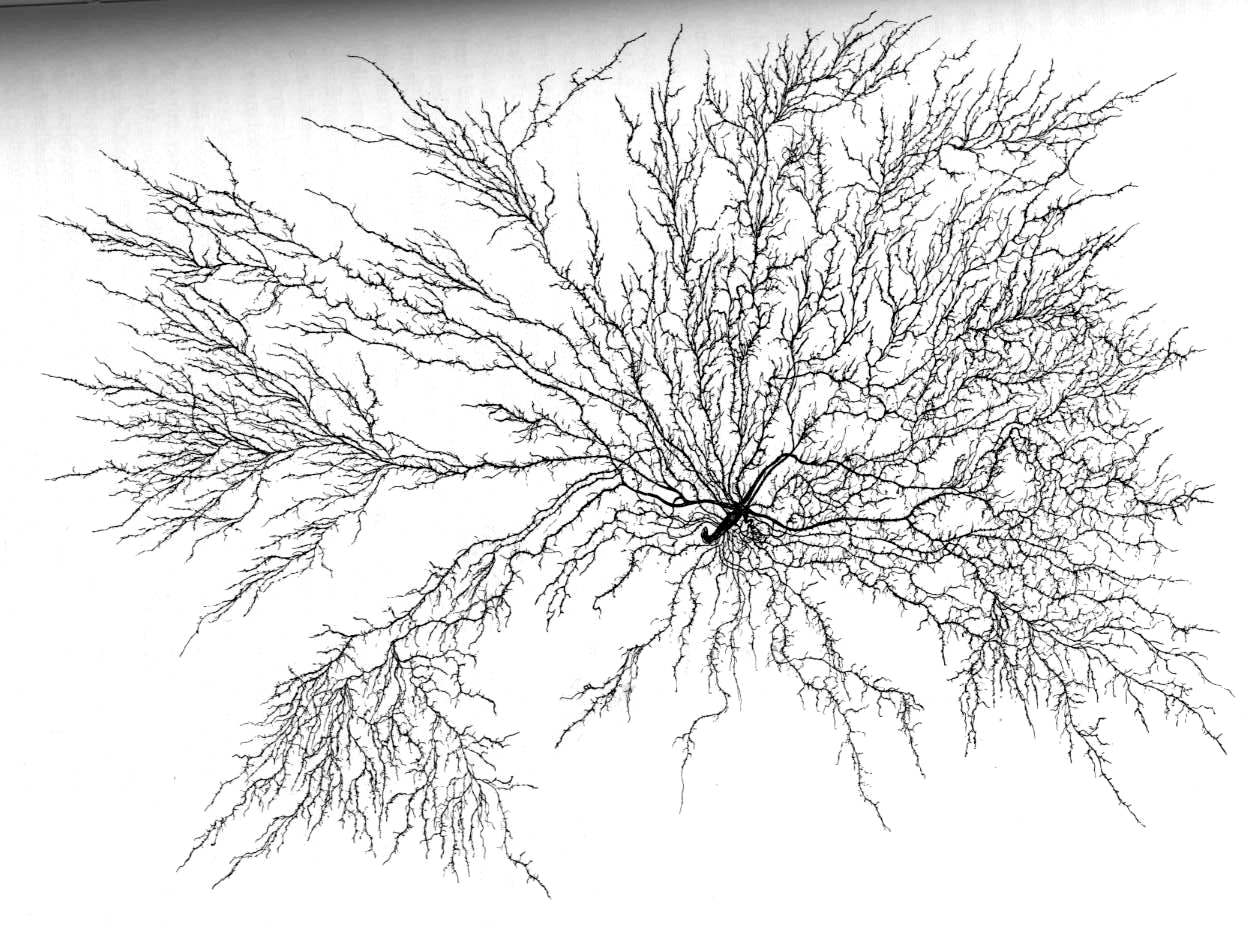
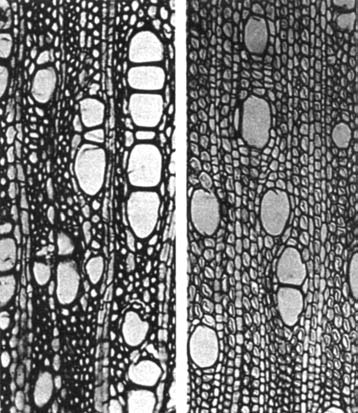